# 老街站 (倫敦)
老街車站（英語：Old Street station）是倫敦的一個英國國營鐵路公司和倫敦地鐵的車站，位於倫敦市中心老街和城市路的路口，倫敦市以北。老街站屬於倫敦軌道運輸第1收費區。
本站是倫敦地鐵北線銀行支線的中途站，位於沼澤門站和天使站之間。本站亦是英國國鐵北城市線的中途站，距離該線總站沼澤門站900米，設有大北方列車服務。本站是城市及南倫敦鐵路的一部分，於1901年11月17日啟用。
儘管只是中途站，但本站是倫敦車站群的車站之一，在售票上被英國國家鐵路視作終點站。

## 位置
本站位於伊斯靈頓區，但東北側鄰近伊斯靈頓區與哈克尼區的邊界。本站位於老街迴旋處的正下方。

## 歷史
本站於1901年11月17日隨著城市及南倫敦鐵路北延線（由沼澤門站北延至天使站）通車而啟用。該鐵路連接了倫敦市和南華克，是倫敦第一條地下深層地鐵路線。本站啟用時，車站週邊主要是輕工業、商業及貨倉用地。
本站北城市線的月台於1904年2月14日由大北部及城市鐵路公司啟用。該線隧道直徑達4.9米，比城市及南倫敦鐵路的隧道闊，因此容許長途列車使用。 在沼澤門站於1938年擴闊之前，本站一直是城市及南倫敦鐵路、北城市線之間的主要轉乘站。
1976 年 11 月，北城市線於芬斯伯里公園連接開通，該線路成為英國鐵路路線，並增設了直通哈特福和韋林花園市的列車服務。
由於城市及南倫敦鐵路建造的隧道比後來落成的深層地鐵管道小，它需要進行擴闊工程以使其能夠容納標準的地鐵列車。尤斯頓和沼澤門之間的路段於 1922 年 8 月 8 日關閉，並於 1924 年 4 月 20 日重新開放。 本站的地面建築於 1925 年重建，當時自動扶梯取代了直達月台的電梯豎井。  車站正面由倫敦地下電氣鐵路公司的建築師斯坦利希普斯（Stanley Heaps）和顧問建築師查爾斯霍爾登（Charles Holden）重新設計。常務董事弗蘭克·皮克（Frank Pick）建議霍爾登為幾個地鐵站入口設計統一的立面。除本站外，他當時亦同一時間為城市及南倫敦鐵路正在建造的南延摩登段設計車站。 
本站在二戰期間被用作防空洞；本站與天使站之間的城市路站（已於 1922 年關閉）暫時重新開放，用作避難所。

### 改造

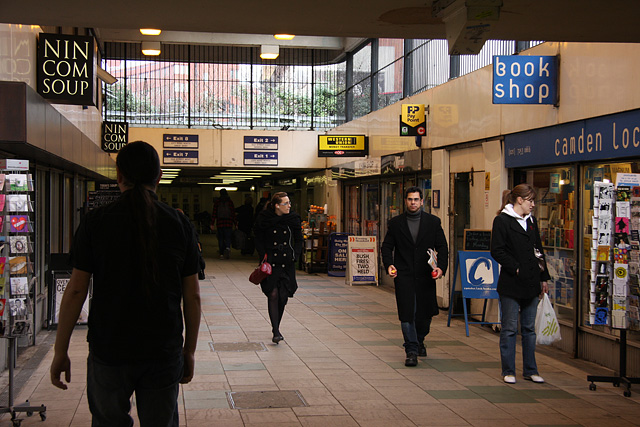
老街站內的商店

1968年本站被再次改建；地面建築被迴旋處正下方的地下結構所取代，並增加了另一個自動扶梯豎井。 在 1990 年代，由於土壤酸度過高引起的腐蝕，導致北線本站以南的一段鑄鐵隧道管片需要重新鋪設為不銹鋼隧道管片。
1970 年代初期，本站曾計劃成為一條從西南部的溫布頓經滑鐵盧和霍本到東北部的萊頓斯通的新地鐵線路的停靠站。該路線在兩端合併了部分現有線路，但由於缺乏資金而未建成。
2014 年，倫敦交通局與出租機構 Appear Here 合作對該站進行了重建。 為了增加收入，車站入口周圍建造了供快閃店使用的零售空間。
在 21 世紀，老街站的客流量有所增加。 2014 年，每年約有 2300 萬人通過車站。 該站被認為具有重要的戰略意義，因為老街周圍地區正在發展成為信息技術中心。 2017 年，倫敦伊斯靈頓區宣布了重新開發車站周邊地區的計劃，提供新的入口和更好的自行車設施。 

## 列車服務
本站擁有四座月台。1、2號月台為倫敦地鐵北線月台，3、4號月台為英國國家鐵路北城市線月台。
2015年，北城市線開始於晚間及週末提供列車服務。

### 英國國家鐵路
大北方列車於非繁忙時間在本站的班次（每小時）為：
- 4班 往沼澤門
- 2班 往斯蒂夫尼奇（經哈特福北）
- 2班 往韋林花園市

所有服務均使用英國鐵路717型電聯車。在繁忙時間，大北方列車會增設每半小時一班來往沼澤門及哈特福北的列車服務，來往沼澤門及韋林花園市的列車服務亦會增加至每小時4班。

### 倫敦地鐵
北線於非繁忙時間在本站的班次（每小時）為：
- 20班 往摩登，經銀行
- 10班 往埃奇韋爾
- 8班 往高巴內特
- 2班 往磨坊山東

在繁忙時間，各方向列車班次會增加至每小時22班。